# Frank Goergen
Frank Goergen (27 juli 1968) is een voormalig voetballer uit Luxemburg. Hij speelde als middenvelder gedurende zijn carrière. Goergen beëindigde zijn loopbaan in 1999 bij Avenir Beggen.

## Interlandcarrière
Goergen kwam één keer uit voor de nationale ploeg van Luxemburg in de periode 1990-1998. Onder leiding van bondscoach Paul Philipp maakte hij zijn debuut op 28 maart 1990 in de vriendschappelijke wedstrijd tegen IJsland, die met 2-1 werd verloren. Ook doelman Paul Koch (Red Boys) maakte in die wedstrijd voor het eerst zijn opwachting in de nationale A-ploeg van het groothertogdom.

## Erelijst
Avenir Beggen
- Landskampioen

1993, 1994
- Beker van Luxemburg

1992, 1993, 1994